# سسیل دیکسون (بازیکن فوتبال)
سسیل دیکسون (انگلیسی: Cecil Dixon؛ زادهٔ ۲۸ مارس ۱۹۳۵) بازیکن فوتبال اهل بریتانیا است.
از باشگاه‌هایی که در آن بازی کرده‌است می‌توان به باشگاه فوتبال کاردیف سیتی، باشگاه فوتبال نورث‌همپتون تاون، و باشگاه فوتبال نیوپورت کانتی اشاره کرد.